# RMI-IIOP
RMI-IIOP (RMI over IIOP)는 CORBA 시스템에서 Java RMI 인터페이스의 역할을 하는 프로토콜이다.

## 개요
RMI-IIOP는 CORBA의 장점을 활용하면서 CORBA에서의 응용 프로그램 개발의 어려움을 단순화 시키도록 설계되었다. RMI-IIOP는 CORBA 구조, 공용체, 시리즈, 배열, 문자열 등을 이용하며 작동은 Object by Value 개념에 근거한다.